# Homarus americanus
L'astice americano (Homarus americanus H. Milne-Edwards, 1837) (Regolamento (CE) N. 217/2009), è un crostaceo della famiglia dei Nefropidi. È strettamente imparentato con l'astice europeo (Homarus gammarus).

## Distribuzione e habitat
Vive nelle acque temperate e fredde dell'America settentrionale. Nonostante sia una specie tipica solitamente delle acque poco profonde, fino a 50 m di profondità, si può trovare anche a 700. Predilige le zone con fondali rocciosi.

## Descrizione
Somiglia molto a Homarus gammarus, differenziandosi semplicemente per il colore della sua corazza, più vivo. Quando viene il tempo della muta, la corazza di questo crostaceo diventa molle, e la sua vecchia corazza è, solitamente, il suo primo pasto per recuperare energia.
All'inizio del 2009, a New York è stato liberato un esemplare dal peso di 9 kg e di 140 anni, pescato presso le coste canadesi di Terranova. All'inizio del 2012, nello stato del Maine, è stato pescato un esemplare di 12 kg e dalla lunghezza di circa un metro.
L'astice ha due chele di struttura diversa: la più grossa e pesante serve a rompere il guscio delle prede, mentre quella più dentellata serve ad estrarla da quest'ultimo; queste formidabili armi fungono anche da difesa da voraci predatori, come il pesce lupo.
La corazza è composta di chitina, come negli insetti e nei funghi.

## Biologia

### Comportamento
È molto territoriale: vi sono spesso scontri molto accesi fra due grossi maschi, nei quali alcune parti del corpo (chele, zampe, antenne) vengono perse.

### Riproduzione
La femmina depone un alto numero di uova.

### Alimentazione
L'astice non è un saprofago: si nutre prevalentemente di animali vivi, quali mitili, vongole e ricci di mare.
Tuttavia, può accadere che l'astice si cibi delle carcasse di animali morti quali pesci, foche e altri grossi mammiferi marini.

## Conservazione
Questa specie viene classificata come "a rischio minimo" (LC) dalla lista rossa IUCN perché la sua pesca è regolamentata.